# الخزان (المكلا)

تعديل مصدري - تعديل

الخزان هي إحدى قرى عزلة المكلا بمديرية المكلا التابعة لمحافظة حضرموت، بلغ تعداد سكانها 116 نسمة حسب تعداد اليمن لعام 2004.